# Grewia rugulosa
Grewia rugulosa là một loài thực vật có hoa trong họ Cẩm quỳ. Loài này được C.Y.Wu ex H.T.Chang mô tả khoa học đầu tiên năm 1982.